# Jozo Križanović
Jozo Križanović (* 28. Juli 1944 in Vitez; † 2. Dezember 2009 in Zagreb) war ein bosnischer Politiker kroatischer Volkszugehörigkeit. Er gehörte der Socijaldemokratska partija Bosne i Hercegovine an.

## Leben
Jozo Križanović wurde am 28. Juli 1944 als Sohn von Milko und Ivka Križanović in Vitez geboren. 1963 schloss er das Gymnasium in Travnik ab und beendete 1969 erfolgreich sein Studium an der Fakultät für Maschinenbau in Sarajevo. 1982 erhielt er seinen Master in Organisationswissenschaften an der gleichen Fakultät. Während der Liberalisierung in den späten 1980er Jahren wurde er Geschäftsmann und Politiker der Sozialdemokratischen Partei Bosnien und Herzegowinas. Križanović war verheiratet, Vater von zwei Kindern und Großvater von zwei Enkeln. Seinen ständigen Wohnsitz hatte er in Novi Travnik.

## Berufliche und politische Laufbahn
Križanović begann seine politische Laufbahn von 1983 bis 1984 als Gemeindevorsteher der Gemeinde Pucareva (Teil des Gemeindeverbands Novi Travnik). Seine berufliche Laufbahn begann in dem ortsansässigen Rüstungsbetrieb „Bratstvo“ und endete als Generaldirektor des übergeordneten Maschinenbaukombinates PS „Bratstvo“ von 1991 bis 1993. Im März 2001 löste Križanović Ante Jelavić, der von Wolfgang Petritsch wegen Verstößen gegen die bosnische Verfassung sowie gegen das Dayton-Abkommen abgesetzt wurde, als kroatisches Mitglied des Staatspräsidiums von Bosnien und Herzegowina ab. Von Juni 2001 bis Februar 2002 war er Vorsitzender des Staatspräsidiums von Bosnien und Herzegowina.
Nach dem Ende seiner Amtszeit am 5. Oktober 2002 wurde Križanović in das Abgeordnetenhaus von Bosnien und Herzegowina gewählt. Er wurde Fraktionsvorsitzender der SDP und arbeitete in der Kommission zur Verwirklichung der Gleichstellung der Geschlechter und in der Kommission für die Verwaltung des Abgeordnetenhauses. 2006 wurde er wiedergewählt. Er gehörte dem Abgeordnetenhaus bis zu seinem Tod an.
Er starb am 2. Dezember 2009 nach einer Operation wegen Bauchspeicheldrüsenkrebs in Zagreb.